# Hermann Krose
Hermann Anton Krose (* 25. Mai 1867 in Bremen; † 26. September 1949 in Köln) war ein deutscher römisch-katholischer Theologe und Statistiker.

## Leben
Krose studierte zunächst Rechtswissenschaften in Heidelberg, Genf und Berlin. 1890 schloss er ein Studium der katholischen Theologie in Innsbruck an und trat 1891 dem Jesuitenorden bei. Nachdem er 1900 die Priesterweihe erhalten hatte, studierte er noch von 1902 bis 1905 Statistik und Nationalökonomie in München und Berlin. Er war und Redakteur und ab 1909 auch für vier Jahre Chefredakteure der Zeitschrift Stimmen aus Maria Laach.
Schon früh befasste er sich mit statistischen Auswertungen. Er gilt zusammen mit Bernard Arens und dem Anton Huonder als Gründer der katholischen Missionswissenschaft, die seit Ende des 19. Jahrhunderts begonnen hatten, in der Zeitschrift Die katholischen Missionen statistische und historische Betrachtungen zur Mission einzubringen. Zugleich gehörten sie zu den Unterstützern eines zentralen Statistischen Amtes innerhalb der katholischen Kirche. Dieses wurde 1915 als Zentralstelle für kirchliche Statistik des katholischen Deutschlands von der Fuldaer Bischofskonferenz in Köln gegründet.
Krose entwickelte auch den ersten Zählbogen, der schon 1909 an alle deutschen Pfarreien verschickt wurde. 1908 hatte Krose aus ersten statistischen Erhebungen das Kirchliche Handbuch für das katholische Deutschland bei Herder herausgegeben. Mit den in den folgenden Jahren immer genaueren und landesweit erhobenen Werten vergrößerte sich auch der Umfang des alle zwei Jahre erschienenen Buchs. Hermann A. Korse verstarb 1949 im Alter von 82 Jahren. Er wurde in einem Gemeinschaftsgrab der Jesuiten auf dem Kölner Friedhof Melaten beigesetzt. Kurz vor seinem Tod gab er noch zwei Bücher seines Freundes Jón Sveinsson heraus. 1949 erschien noch die Biographie seines Freundes "Jón Svensson. Ein Lebensbild 'Nonnis' nach seinen Tagebüchern" im Verlag Herder, Freiburg im Breisgau.

## Schriften (Auswahl)
- Kirchliches Handbuch für das katholische Deutschland (die ersten Bände)
- Der Selbstmord im 19. Jahrhundert nach seiner Verteilung auf Staaten und Verwaltungsbezirke. Herder, Freiburg 1906.
- Katholische Missionsstatistik. Mit einer Darstellung des gegenwärtigen Standes der katholischen Heidenmission. Herder, Freiburg 1908.
- Statistik der Religionsgemeinschaften im deutschen Reich, in den Ländern und Verwaltungsbezirken. J.P. Bachem, Köln 1937.
- Jón Svensson. Ein Lebensbild „Nonnis“ nach seinen Tagebüchern. Herder, Freiburg 1949.

Als Herausgeber
- Jón Sveinsson: Nonnis Reise um die Welt. Band 1: Von Frankreich über England nach Amerika. Herder, Freiburg im Breisgau 1948.
- Ders.: Nonnis Reise um die Welt. Band 2: Von Amerika über den Fernen Osten zurück nach Europa. Herder, Freiburg im Breisgau 1949. (Dieser zweite Band wurde von Sveinsson nur bis zum Kapitel 39 fertiggestellt. Die Kapitel 40 bis 44 wurden durch Krose nach Vorlagen aus Sveinssons Tagebüchern verfasst.)